# New Prague
New Prague (česky Nová Praha) je město ležící v Minnesotě ve Spojených státech amerických. V roce 2000 zde žilo okolo 4000 obyvatel, ale podle sčítání lidu v roce 2010 zde žilo 7321 obyvatel, což svědčí o rychlém růstu města. Ve stejném roce zde také bylo napočítáno přibližně 1700 domů, nyní se jich zde nachází zhruba 2700. Město je pojmenováno po Praze (anglicky Prague), hlavním městě Česka, založeno bylo roku 1892 českými osadníky.
Etnické složení obyvatelstva města: 98,25 % bělochů, 0,13 % Afroameričanů, 0,20 % indiánů (původních Američanů), 0,35 % Asiatů a cca 1 % ostatních. Národnostní složení: 38,1 % Němců, 20,9 % Čechů, 8,8 % Norů, 8,0 % Irů a 5,4 % Čechoslováků (v roce 2000). Celkem 92,8 % obyvatel města používá jako svůj hlavní jazyk angličtinu, 5,5 % pak češtinu a 1,2 % němčinu.
Každý rok vždy třetí sobotu v září se zde koná festival „Dožínky“, český sklizňový festival (Czech harvest festival), přivezený ze „staré země“.